# Bornival
Bornival (en wallon Bournivau) est un village du Brabant wallon situé à quelques kilomètres à l'ouest de la ville de Nivelles à laquelle il est administrativement rattaché (Région wallonne de Belgique). C'était une commune à part entière avant la fusion des communes de 1977. Situé à une altitude de 110 mètres, le village compte un peu moins de 350 habitants.

## Démographie
- Sources:INS, Rem:1831 jusqu'en 1970=recensements, 1976= nombre d'habitants au 31 décembre

## Histoire
Les origines du village remontent au Xe siècle sous le nom de Porbais, puis Pourbais. Subsiste le chatelet d'entrée d'un château, appelé castia. Il s'agit de l'exploitation agricole qui a cessé ses activités en 1995.

## Patrimoine et culture

### Patrimoine architectural
- L'église Saint-François, qui est l'ancienne chapelle du château, date de 1603 et a été restaurée en 2003.
- Le château de Bornival, avec la ferme du Seigneur.

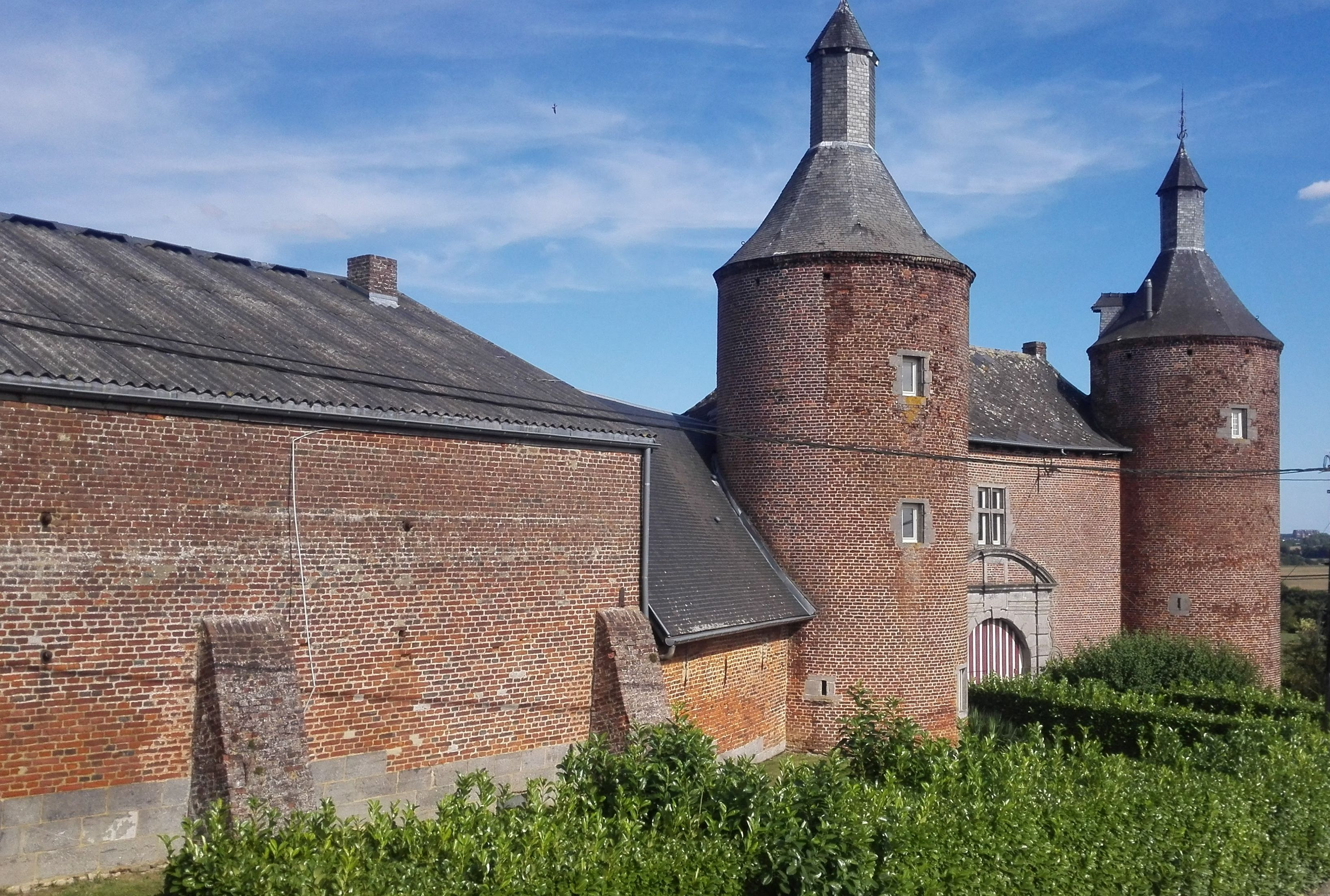
Ferme du Seigneur.
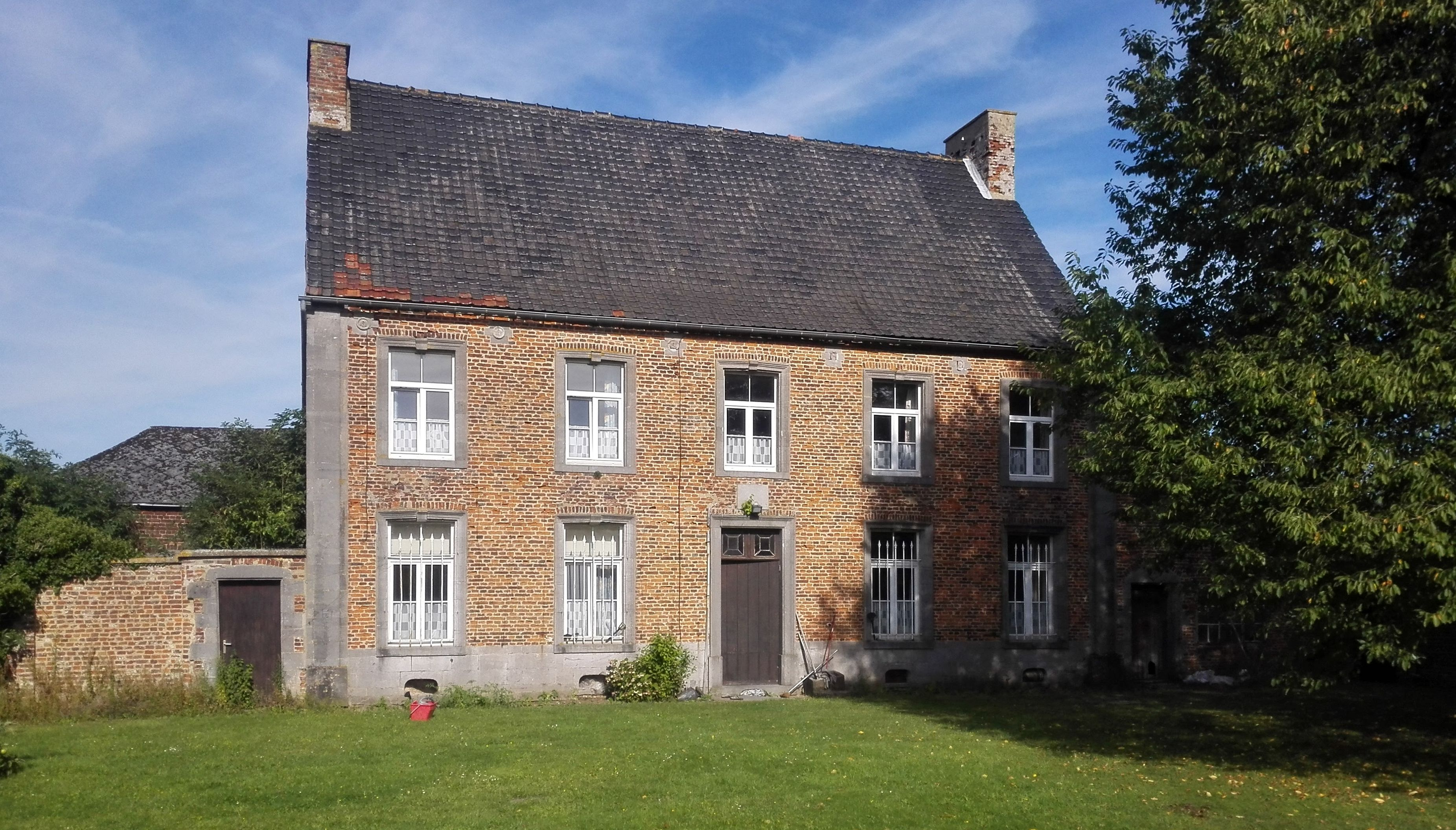
Cure de l'église.

## Personnalités
- François d'Arlin, né à Dôle c.1538 et mort le 23 mai 1641, chevalier, seigneur de Bornival et de Grambais, commandant de la ville de Nivelles (av. 1604), gouverneur de Mariembourg, capitaine d'une compagnie d'infanterie bourguignonne puis de cavalerie, édificateur de l'église de Bornival.
- Emmanuel de Perceval (1731-1800), bailli et maïeur de Bornival, haut fonctionnaire au service de l'Autriche.